# Liste der Flaggen in Hessen
Diese Liste zeigt die Flaggen in Hessen mit seinem höheren Kommunalverband, mit seinen Landkreisen und kreisfreien Städten. Weitere Flaggen der kreisangehörigen Städte und Gemeinden sind über die Navigationsleiste am Ende der Seite erreichbar. In  Hessen gilt die Genehmigung für alle Flaggenarten, so gilt die Beschreibung auch für alle.
Bis zur Aufhebung der Genehmigungspflicht 1996 war das Innenministerium die genehmigende Behörde für kommunale Hoheitszeichen. Zur Genehmigung gehörten mehrere farbige Entwürfe, die in den Staatsarchiven aufbewahrt werden. Bei der Genehmigung wurde eine Urkunde mit der amtlichen Beschreibung der Flagge erstellt. Diese Beschreibung  enthielt keine Angaben über das Format der Flagge, die Streifenbreite wurde meistens nur mit Worten wie „schmale Randstreifen“ angedeutet.

## Landesflagge und Landesdienstflagge
| Bundesland | Hissflagge             | Banner | Kommentare |
| ---------- | ---------------------- | ------ | --- |
| Hessen     | Landesflagge 5:3       |        | Die Farbgebung der Landesflagge folgt dem § 66 der Verfassung des Landes Hessen aus dem Jahr 1946: „Die Landesfarben sind rot-weiß.“ Festgelegt durch die Verfassung vom 1. Dezember 1946 und durch das „Gesetz über die Hoheitszeichen des Landes Hessen vom 4. August 1948“ „Die Landesfarben sind rot-weiß.“ „Das Landeswappen zeigt im blauen Schilde einen neunmal silbern und rot geteilten steigenden Löwen mit goldenen Krallen. Auf dem Schilde ruht ein Gewinde aus goldenem Laubwerk mit von blauen Perlen gebildeten Früchten.“ „Die Landesflagge besteht aus einem oberen roten und einem unteren weißen Querstreifen; die Höhe der Flagge verhält sich zu ihrer Länge wie 3:5. Die Landesflagge ist zugleich Handelsflagge. Die Landesdienstflagge ist die Landesflagge, die in der Mitte das Landeswappen zeigt.“ Die Farbgebung der Landesflagge folgt dem § 66 der Verfassung des Landes Hessen aus dem Jahr 1946: „Die Landesfarben sind rot-weiß.“ Landesdienstflaggen als Banner werden benutzt, sind aber nicht im Gesetz vorgesehen. |
| Hessen     | Landesdienstflagge 5:3 |        | Die Farbgebung der Landesflagge folgt dem § 66 der Verfassung des Landes Hessen aus dem Jahr 1946: „Die Landesfarben sind rot-weiß.“ Festgelegt durch die Verfassung vom 1. Dezember 1946 und durch das „Gesetz über die Hoheitszeichen des Landes Hessen vom 4. August 1948“ „Die Landesfarben sind rot-weiß.“ „Das Landeswappen zeigt im blauen Schilde einen neunmal silbern und rot geteilten steigenden Löwen mit goldenen Krallen. Auf dem Schilde ruht ein Gewinde aus goldenem Laubwerk mit von blauen Perlen gebildeten Früchten.“ „Die Landesflagge besteht aus einem oberen roten und einem unteren weißen Querstreifen; die Höhe der Flagge verhält sich zu ihrer Länge wie 3:5. Die Landesflagge ist zugleich Handelsflagge. Die Landesdienstflagge ist die Landesflagge, die in der Mitte das Landeswappen zeigt.“ Die Farbgebung der Landesflagge folgt dem § 66 der Verfassung des Landes Hessen aus dem Jahr 1946: „Die Landesfarben sind rot-weiß.“ Landesdienstflaggen als Banner werden benutzt, sind aber nicht im Gesetz vorgesehen. |

## Höherer Kommunalverband
| Kommunalverband                  | Banner | Kommentare |
| -------------------------------- | ------ | --- |
| Landeswohlfahrts- verband Hessen |        | Das Wappen wurde 1954 genehmigt; die Flagge wurde am 5. Januar 1955 genehmigt, Nachweis zuletzt 1995: „Das Wappen des Landeswohlfahrtsverbandes zeigt im blauen Schild einen oben rot-weiß gestreiften, unten goldenen steigenden Löwen. Die Flagge des Landeswohlfahrtsverbandes zeigt im rot-weiß geteilten Feld einen blauen Schild mit einem oben rot-weiß gestreiften, unten goldenen steigenden Löwen.“ |

## Landkreise
| Landkreis             | Banner | Hissflagge | Kommentare |
| --------------------- | ------ | ---------- | --- |
| Bergstraße            |        |            | Genehmigt * am 5. Juni 1955: „Auf der weißen Mittelbahn des rot-weiß-roten Flaggentuches das Wappen des Kreises Bergstraße.“ Wappenbeschreibung: „Das gevierte Schild zeigt im 1. blauen Feld einen silbernen Zinnenturm auf silbernem Berg; im 2. silbernen Feld eine rote fünfblättrige Blüte mit goldenen Butzen; im 3. silbernen Feld das rote Lorscher Nagelspitzkreuz und im 4. blauen Feld den hessischen Löwen.“ (Wappen genehmigt * am 27. Oktober 1954) |
| Darmstadt-Dieburg     |        |            | Genehmigt * am 3. Juli 1980: „Auf weißer Flaggenbahn mit blauen Randstreifen in der oberen Hälfte aufgelegt das Kreiswappen.“ Wappenbeschreibung: „In einem von Gold und Blau geteilten Schild oben ein blau-bewehrter und -bezungter Löwe, in den Pranken ein rotes sechsspeichiges Rad haltend, unten 23 silberne Sterne.“ (Wappen genehmigt am 16. Juni 1978) |
| Fulda                 |        |            | Genehmigt * am 9. Dezember 1966, bestätigt am 9. Juli 1973: „Die Flagge zeigt im weißen Feld das von zwei schmalen roten Streifen eingefaßte Wappen des Kreises Fulda.“ Wappenbeschreibung: „Von Silber und Blau gespalten, vorne das schwarze fuldische Kreuz, hinten der bunte hessische Löwe.“ (Wappen genehmigt am 11. Dezember 1936, bestätigt am 9. Juli 1973) |
| Gießen                |        |            | Genehmigt * am 8. Mai 1952, bestätigt am 14. Januar 1980: „Auf der weißen Mittelbahn des rot-weiß-roten Flaggentuches das Wappen des Landkreises Gießen.“ Wappenbeschreibung: „Schild geteilt, oben in Silber ein rotes Balkendreieck, unten in Blau ein silbernes Antoniterkreuz.“ Mit Genehmigung des Hessischen Minister des Innern vom 14. Januar 1980 führt der 1977 neugebildete Landkreis Gießen Wappen und Flagge des bisherigen Landkreises Gießen fort. |
| Groß-Gerau            |        |            | Genehmigt * am 25. Januar 1967: „Auf breiter weißer Mittelbahn, beseitet von schmalen roten Seitenbahnen, im oberen Teil aufgelegt das Kreiswappen.“ Wappenbeschreibung: „In gespaltenem Schild vorn zehnfach von Rot und Silber geteilt, hinten 2 schwarze Balken in Silber, in der Schildmitte aufgelegt ein blauer Herzschild mit drei Silbernen Rauten (2:1).“ |
| Hersfeld-Rotenburg    |        |            | Genehmigt * am 10. September 1976: „Die Flagge des Landkreises Hersfeld-Rotenburg zeigt auf zwei gleich breiten Bahnen von Rot und Weiß in der oberen Hälfte das Wappen des Landkreises.“ Wappenbeschreibung: „Das Wappen des Landkreises Hersfeld-Rotenburg zeigt im von Silber und Rot gespaltenen Schilde vorne das rote Hersfelder Doppelkreuz, hinten einen waagerechten silbernen Ast, aus dem ein Zweig mit drei silbernen Lindenblättern emporwächst.“ (Wappen genehmigt am 29. März 1976) |
| Hochtaunuskreis       |        |            | Genehmigt * am 6. September 1974: „Die Flagge zeigt die Farben Rot und Weiß, im oberen Drittel belegt mit dem Wappen des Kreises.“ Wappenbeschreibung: „In blauem, vorn mit silbernen Eisenhüten, hinten mit goldenen Kleeblättern bestreutem Feld ein gespaltener, vorn neunmal von Silber und Rot geteilter, hinten goldener Löwe.“ (Wappen genehmigt am 12. Juli 1974) |
| Kassel                |        |            | Genehmigt * am 9. Mai 1975: Wappenbeschreibung: „Im von Blau und Gold schräglinks geteilten Schild oben der goldgekrönte und -bewehrte, wachsende hessische Löwe, unten drei fächerförmig gestellte grüne Eichenblätter, denen zwei hintereinander liegende, schräglinks gestellte schwarze Wolfsangeln aufgelegt sind.“ Flaggenbeschreibung: „Die Flagge zeigt auf einer von Rot, Weiß und Rot im Verhältnis 1 : 3 : 1 geteilten Flaggenbahn in der oberen Hälfte der weißen Mittelbahn das Wappen des Landkreises.“                                                                                           |
| Lahn-Dill-Kreis       |        |            | Genehmigt * am 12. März 1981: „Die Flagge des Lahn-Dill-Kreises zeigt die Farben Blau und Gold, im oberen Drittel verwechselt und im Schnittpunkt mit dem Wappen des Kreises belegt.“ Wappenbeschreibung: „Geteilt: oben in Gold ein rot bewehrter doppelköpfiger schwarzer Adler, beide Köpfe nimbiert; unten gespalten: vorne (links) in Gold ein blaues Jagdhorn mit rotem Band, hinten (rechts) in Blau ein rot bewehrter goldener Löwe von sieben goldenen Schindeln umgeben.“ (Wappen genehmigt am 4. August 1980)                                                                                        |
| Limburg-Weilburg      |        |            | Genehmigt * am 12. März 1976: „Zwischen zwei schmalen blauen Seitenstreifen eine breite goldene Mittelbahn, im oberen Drittel belegt mit dem Wappen des Landkreises.“ Wappenbeschreibung: „In Blau ein rot-silbern geschachtes Kreuz, belegt mit einem blauen Schild, darin zwischen goldenen Schindeln ein rot bewehrter goldener Löwe.“ (Wappen genehmigt am 18. April 1975) |
| Main-Kinzig-Kreis     |        |            | Genehmigt * am 23. November 1992: „Die Flagge des Main-Kinzig-Kreises zeigt auf weißer Flaggenbahn mit roten Randstreifen, diese jeweils mit einem gelben Faden belegt, in der oberen Hälfte das aufgelegte Kreiswappen.“ Wappenbeschreibung: „Das Wappen des Main-Kinzig-Kreises zeigt im geteilten und halbgespaltenen Schild oben in Rot einen aus einem silbernen Fluß wachsenden goldbewehrten Schwan, unten vorn in Gold einen rotbewehrten schwarzen Adler mit einem silbernen Brustschild mit schwarzem Balken, unten hinten in Rot zwei goldene Schrägbalken.“ (Wappen genehmigt am 30. Dezember 1980) |
| Main-Taunus-Kreis     |        |            | Genehmigt * am 30. Januar 1956: „In einer breiten weißen Mittelbahn, die von zwei schmäleren roten Seitenbahnen eingefaßt ist, das Wappen des Main-Taunus-Kreises, das im geteilten Schild oben in Rot ein silbernes Rad und unten in Silber drei rote Sparren zeigt.“ Wappenbeschreibung: „Im geteilten Schild oben in Rot ein silbernes Rad, unten in Silber drei rote Sparren.“ (Wappen genehmigt am 19. Juni 1950) |
| Marburg-Biedenkopf    |        |            | Genehmigt * am 11. Juli 1975: „Die Flagge zeigt auf zwei rot-weiß gedrittelten Feldern in verwechselten Farben das Wappen des Landkreises.“ Wappenbeschreibung: „Das Wappen zeigt im blauen Schild den goldgekrönten und -bewehrten, neunmal von Silber und Rot geteilten hessischen Löwen, der in seinen Pranken den Schild des Deutschen Ordens – in Silber ein durchgehendes schwarzes Kreuz.“ (Wappen und Flagge waren bis zum Zusammenschluss der Landkreise Marburg und Biedenkopf zum 1. Juli 1974 vom damaligen Landkreis Marburg geführt worden.)                                                      |
| Odenwaldkreis         |        |            | Genehmigt * für den Landkreis Erbach am 3. Januar 1966: „Auf schwarz-rot-goldenem Flaggentuch im Rot, das sich oben in gestürzter heraldischer Spitze bis zur Mitte von Schwarz und Gold hineinschiebt, aufgelegt das Kreiswappen.“ Wappenbeschreibung: „In goldenem Schild eine schwarzbewurzelte Eiche, begleitet von 3 sechsstrahligen roten Sternen(1:2).“ (Wappen genehmigt für den Landkreis Erbach am 20. November 1956) |
| Offenbach             |        |            | Der Landkreis Offenbach führt eine inoffizielle Flagge: „Die Flagge des Landkreises Offenbach zeigt auf einer von Rot und Weiß längsgestreiften Flaggenbahn in der oberen Hälfte das Kreiswappen.“ Wappenbeschreibung: „In silbernem Schild ein grüner Eichbaum mit drei goldenen Eicheln, belegt mit einem von Silber und Rot gespaltenem Schildchen, darin vorn zwei schwarze Balken, hinten ein halbiertes silbernes Rad am Spalt.“ (Wappen genehmigt am 8. Februar 1951) |
| Rheingau-Taunus-Kreis |        |            | Genehmigt * am 25. August 1981: „Die Flagge des Rheingau-Taunus-Kreises zeigt die Farben Blau und Gelb, in der oberen Hälfte mit dem Wappen des Kreises belegt.“ Wappenbeschreibung: „Das Wappen des Rheingau-Taunus-Kreises zeigt im schräglinks geteilten Schild oben in blauem mit goldenen Schindeln bestreutem Feld einen wachsenden rotbewehrten goldenen Löwen, unten in silbernem Feld ein rotes Rad.“ (Wappen genehmigt am 22. Januar 1981) |
| Schwalm-Eder-Kreis    |        |            | Genehmigt * am 22. Januar 1976: „Die Flagge zeigt auf rot-gelb-roter Flaggenbahn im Verhältnis 1 : 3 : 1 in der oberen Hälfte der Mittelbahn das Wappen des Schwalm-Eder-Kreises.“ Wappenbeschreibung: „Das Wappen zeigt im blauen Feld über drei erniedrigten silbernen Wellenbändern den gold-gekrönten und -bewehrten, fünfmal von Silber und Rot geteilten, wachsenden hessischen Löwen.“ (Wappen genehmigt am 4. September 1975) |
| Vogelsbergkreis       |        |            | Genehmigt * am 26. Juli 1978: „Dreibahnig blau-weiß-rot, in der oberen Hälfte aufgelegt das Kreiswappen.“ Wappenbeschreibung: „Im durch eine Silberleiste schräglinks geteilten Schild oben in Rot zwei silberne Türkenbundlilien, unten in Blau der dreimal von Silber und Rot geteilte Löwenkopf mit goldener Krone.“ |
| Waldeck-Frankenberg   |        |            | Genehmigt * am 26. Januar 1975: „Der Landkreis Waldeck-Frankenberg führt folgendes Kreiswappen: Der von Blau und Gold schräg links geteilte Schild zeigt oben den wachsenden von Silber und Rot gestreiften Löwen und unten den acht-strahligen Waldecker Stern. Die Flagge des Landkreises Waldeck-Frankenberg zeigt auf drei gleichbreiten Bahnen von Schwarz, Rot und Gold im oberen Drittel das Wappen des Landkreises.“ (Wappen genehmigt am 21. Juni 1974) |
| Werra-Meißner-Kreis   |        |            | Inoffizell geführt „Die Kreisflagge zeigt auf zwei gleichbreiten Bahnen von rot und weiß in der Mitte das Kreiswappen des Werra-Meißner-Kreises.“ Wappenbeschreibung: „Über einem grünen, mit einem silbernen Wellenbalken belegten Dreiberg hinter einer silbernen Flanke, darin ein neunblättriger roter Eschenzweig, in Blau eine eintürmige, rot bedachte silberne Burg.“ |
| Wetteraukreis         |        |            | Genehmigt * am 28. April 1981: „Auf blau-gelb-roter-Flaggenbahn in der oberen Hälfte das Kreiswappen.“ Wappenbeschreibung: „In dem durch einen blauen Wellenbalken geteilten Schild oben in Gold wachsend der schwarze, rotbewehrte Doppeladler, unten in Silber zwei rote Balken.“ (Wappen genehmigt am 2. Juli 1975) |

## Ehemalige Landkreise und historische Kreisflaggen
| Landkreis        | Banner | Hissflagge | Kommentare |
| ---------------- | ------ | ---------- | --- |
| Biedenkopf       |        |            | Genehmigt am 18. Dezember 1959: „Zwei rot-weiß gedrittelte Bahnen in verwechselten Farben, belegt mit dem Wappen des Landkreises Biedenkopf.“ Wappenbeschreibung: „In Blau ein silberner, goldgekrönter Löwenkopf, der viermal von Silber und Rot geteilt ist.“ (Wappen genehmigt am 15. Oktober 1935) |
| Büdingen         |        |            | Genehmigt am 26. August 1965: „Auf breiter weißer Mittelbahn – beseitet von zwei schmalen roten Seitenbahnen – im oberen Teil aufgelegt das Kreiswappen.“ Wappenbeschreibung: „In Blau auf rotem Berg ein silberner Quaderturm mit goldenem Tor.“ (Wappen genehmigt am 16. Juni 1952) |
| Darmstadt        |        |            | Genehmigt am 7. August 1962: „In der Mitte des von Rot und Weiß geteilten Flaggentuches aufgelegt das Kreiswappen.“ Wappenbeschreibung: „In Blau 41 silberne Sterne um einen aufgelegten goldenen Herzschild mit rotem, blau-bezungten und -bewehrten Löwen.“ (Wappen genehmigt am 5. April 1962) |
| Dieburg          |        |            | Genehmigt am 25. April 1961: „Auf der breiten weißen Mittelbahn des rot-weiß-roten Flaggentuches das Kreiswappen.“ |
| Dillkreis        |        |            | Genehmigt am 3. April 1967: „Die Flagge zeigt die beiden Farbbahnen Blau und Gold, die im oberen Drittel mit dem Wappen des Dillkreises belegt sind“ |
| Frankenberg      |        |            | Genehmigt * am 14. August 1962: „Die Kreisflagge besteht aus 3 Querstreifen, oben blau, in der Mitte weiß, unten blau, im Verhältnis 1:3:1, Der mittlere Strefen ist mit dem etwas zum Flaggenstock hin verschobenen Kreiswappen belegt.“ Wappenbeschreibung: „In Blau auf goldenem Dreiberg einander zugewendet und stehend ein mehrfach von Silber und Rot geteilter Löwe und ein rot bewehrter goldener Löwe, die ein sechsspeichiges silbernes Rad halten.“ (Wappen genehmigt durch das Hessische Staatsministerium am 21. September 1950) |
| Fritzlar-Homberg |        |            | Genehmigt am 12. November 1953: |
| Hanau            | nach   |            | Nachweis 1964: |
| Hersfeld         |        |            | Genehmigt am 24. Februar 1958: „In einem von Rot und Weiß geteilten Flaggenfeld das Wappen des Landkreises (in Silber ein rotes Doppelkreuz)“ |
| Hünfeld          |        |            | Genehmigt am 20. März 1967: „Die Flagge zeigt auf zwei weiß-blau gedrittelten Flaggenbahnen in verwechselten Farben im oberen Drittel das Wappen des Landkreises Hünfeld“ |
| Lauterbach       |        |            | Genehmigt am 13. April 1964: „Auf der breiten, von schmalen, roten Bahnen beseiteten weißen Mittelbahn im oberen Drittel aufgelegt das Kreiswappen“ |
| Marburg          |        |            | Genehmigt am 8. September 1969: „Auf zwei rot-weiß gedrittelten Feldern in verwechselten Farben das Wappen des Landkreises Marburg“ |
| Obertaunuskreis  |        |            | Genehmigt am 13. April 1965: „Die Flagge zeigt die beiden Farben Rot und Silber, im oberen Drittel auf der Schnittfläche der beiden Farbbahnen belegt mit dem Wappen des Kreises“ |
| Rheingaukreis    |        |            | Genehmigt am 17. November 1961: „In einem von zwei schmalen roten Seitenbahnen begleiteten weißen Mittelfeld das Wappen des Rheingaukreises“ |
| Rotenburg        |        |            | Genehmigt am 21. Oktober 1964: „Die Flagge zeigt im oberen Viertel in Weiß das Wappen des Landkreisesund im übrigen Flaggenfeld gleichmäßige rot-weiße-grüne Streifenteilung“ |
| Schlüchtern      |        |            | Genehmigt am 19. Juni 1956: „Das von Rot und Gold geteilte Flaggenfeld zeigt das Wappen des Kreises Schlüchtern, das im gevierten Schild 1. drei rote hanauische Sparren in Gold 2. den rot-weiß gestreiften hessischen Löwen in Blau 3. das schwarze Fuldaer Kreuz in Silber 4. die beiden Hutten'schen Schrägbalken in Rot darstellt“ |
| Untertaunuskreis | nach   |            | Nachweis 1966: |
| Waldeck          |        |            | Beschlossen vom Kreistag am 3. Mai 1955, genehmigt * am 6. Juni 1956: „Auf schwarz-rot-goldenem Flaggenfeld ein achtstrahliger schwarzer Stern auf goldener Scheibe.“ Wappenbeschreibung: „In Gold ein achtstrahliger schwarzer Stern.“ (Wappen genehmigt 1929) |
| Wetzlar          |        |            | Genehmigt am 16. September 1957: „In einem von Gold und Rot geteilten Flaggenfeld das Wappen des Kreises Wetzlar“ |
| Ziegenhain       |        |            | Genehmigt am 30. Oktober 1964: „Die Flagge zeigt in einem von Schwarz und Gold geteilten Flaggenfeld das Kreiswappen“ |

## Kreisfreie Städte
| Stadt             | Banner | Hissflagge                                                                                        | Kommentare |
| ----------------- | ------ | ------------------------------------------------------------------------------------------------- | --- |
| Darmstadt         |        | Banner für Innenräume                                                                             | Die Farben Darmstadts sind seit 1884 nachgewiesen. Nach Fotos aus dem Stadtarchiv war das Wappen früher im weißen Bannerhaupt angebracht. Heute ist es in der Mitte der Flagge. In Darmstadt darf die Stadtflagge nicht in Inneräumen verwendet werden, daher wird ein anderes Banner mit drei Streifen benutzt. Wappen: „geteilt von Gold und Blau; oben ein wachsender, blau bewehrter roter Löwe, unten eine silberne heraldische Lilie; auf dem Schild eine rot gefütterte goldene Großherzogskrone.“ (genehmigt: 1917) |
| Frankfurt am Main |        | Stadtfarben Flagge 1937–45mit mittig aufgelegtem Wappen Version mit Wappen im weißen Flaggenhaupt | Die ehemals freie Reichsstadt Frankfurt führt die Stadtfarben seit altes her. Allerdings war die Farbfolge nie fest und sie wechselte zwischen Rot-Weiß und umgekehrt. Am 1. Dezember 1937 wurde die erste offizielle Stadtflagge genehmigt Das Banner wurde am 5. Juni 1952 durch die Stadtversammlung angenommen: „Die Stadtfarben sind weiß-rot. Das Stadtwappen zeigt den silbernen, aufgerichteten, goldgekrönten und goldbewehrten Adler mit gespreizten Flügeln und Fängen, mit blauer Zunge und blauen Krallen auf dem roten Feld.“ Die Hissflagge zeigt im horizontal im Verhältnis 1:1 weiß-rot gestreiften Feld mittig das aufgelegte Stadtwappen. Es gibt auch eine Version, in der sich das Stadtwappen im weißen Flaggenhaupt befindet. Das vertikal im Verhältnis 1:1 weiß-rot gestreifte Banner zeigt im weißen Bannerhaupt das Stadtwappen. Zudem gibt es eine horizontal im Verhältnis 1:1 weiß-rot geteilte Knatterflagge mit mittig aufgelegtem Stadtwappen. (Die heutige Fassung des althergebrachten Wappens der ehemaligen Reichsstadt entwarf im Jahre 1936 der Künstler Adolf Gloyr.) |
| Kassel            |        |                                                                                                   | „Die Stadtfarben sind blau-weiß. Das Stadtwappen zeigt auf blauem Schild, der – heraldisch gesehen – durch einen von oben rechts nach unten links führenden silbernen Schrägbalken durchzogen ist, im oberen Feld sechs und im unteren Feld sieben silberne dreiblätterige Kleeblätter.“ |
| Offenbach am Main |        |                                                                                                   | „Die Stadtflagge ist weiß-blau und in der Mitte mit dem Stadtwappen belegt.“ Allerdings zeigen Fotos eine andere Farbfolge. Wappen: „in Blau ein bewurzelter silberner Eichbaum mit fünf silbernen Eicheln“ |
| Wiesbaden         |        |                                                                                                   | Angenommen am 8. November 1935: „Das Stadtwappen zeigt drei (2/1) goldene Lilien – die Lilie mit drei Ringen gezeichnet – in blauem Feld. Die Stadtflagge zeigt entsprechend drei goldene (gelbe) Lilien auf blauem Tuch.“ |

## Ehemalige Gemeinden
| Gemeinde                                                  | Banner | Hissflagge | Kommentare |
| --------------------------------------------------------- | ------ | ---------- | --- |
| Naurod seit dem 1. Januar 1977 Stadtteil von Wiesbaden    |        |            | genehmigt am 19. Juli 1976: „Zwischen schmalen blauen, mit einer gelben Leiste belegten Seitenstreifen eine breite gelbe Mittelbahn; im obern Drittel belegt mit dem Gemeindewappen.“ |
| Wixhausen seit dem 1. Januar 1977 Stadtteil von Darmstadt |        |            | genehmigt am 18. Mai 1962: „Flagge von Gelb und Rot geteilt und gespalten, belegt mit dem Gemeindewappen“                                                                             |